# Salix eriocephala
Saule à tête laineuse
Espèce
Le Saule à tête laineuse, Salix eriocephala Michx., est une espèce de plantes à fleurs la famille des Salicaceae. Ce saule est cultivé. Il admet éventuellement plusieurs sous-espèces ou des variétés selon les auteurs.

## Description
Salix eriocephala est un arbuste pouvant atteindre une hauteur de 6 mètres.
Ses feuilles mesurent de 6 à 12 cm de long, elles sont de forme lancéolée, à base cordée ou arrondie, le dessus est lisse mais le dessous est plus pâle, légèrement pubescent.
Les fleurs en chatons paraissent avant les feuilles, la floraison débute en avril.
Son enracinement est superficiel, il apprécie une humidité du sol moyenne à élevée mais convient cependant à tout type de sol avec une préférence pour les sols organiques.
Il peut subir une immersion prolongée.

## Répartition
Il est indigène en Amérique du Nord, répandue du Nouveau-Brunswick à la Colombie-Britannique, et au sud jusque dans les États de la Virginie, du Montana, du Colorado et de la Californie.

## Utilisation
Cette espèce est recommandée pour la renaturalisation des berges et des bandes riveraines des cours d'eau.
Très ornemental, cet arbuste est traditionnellement utilisé en vannerie par les amérindiens.

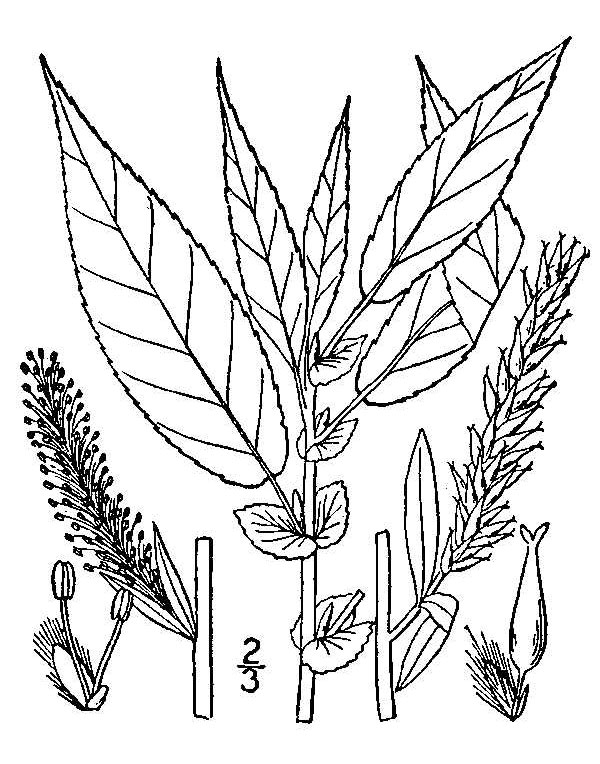
Planche botanique de Salix eriocephala.
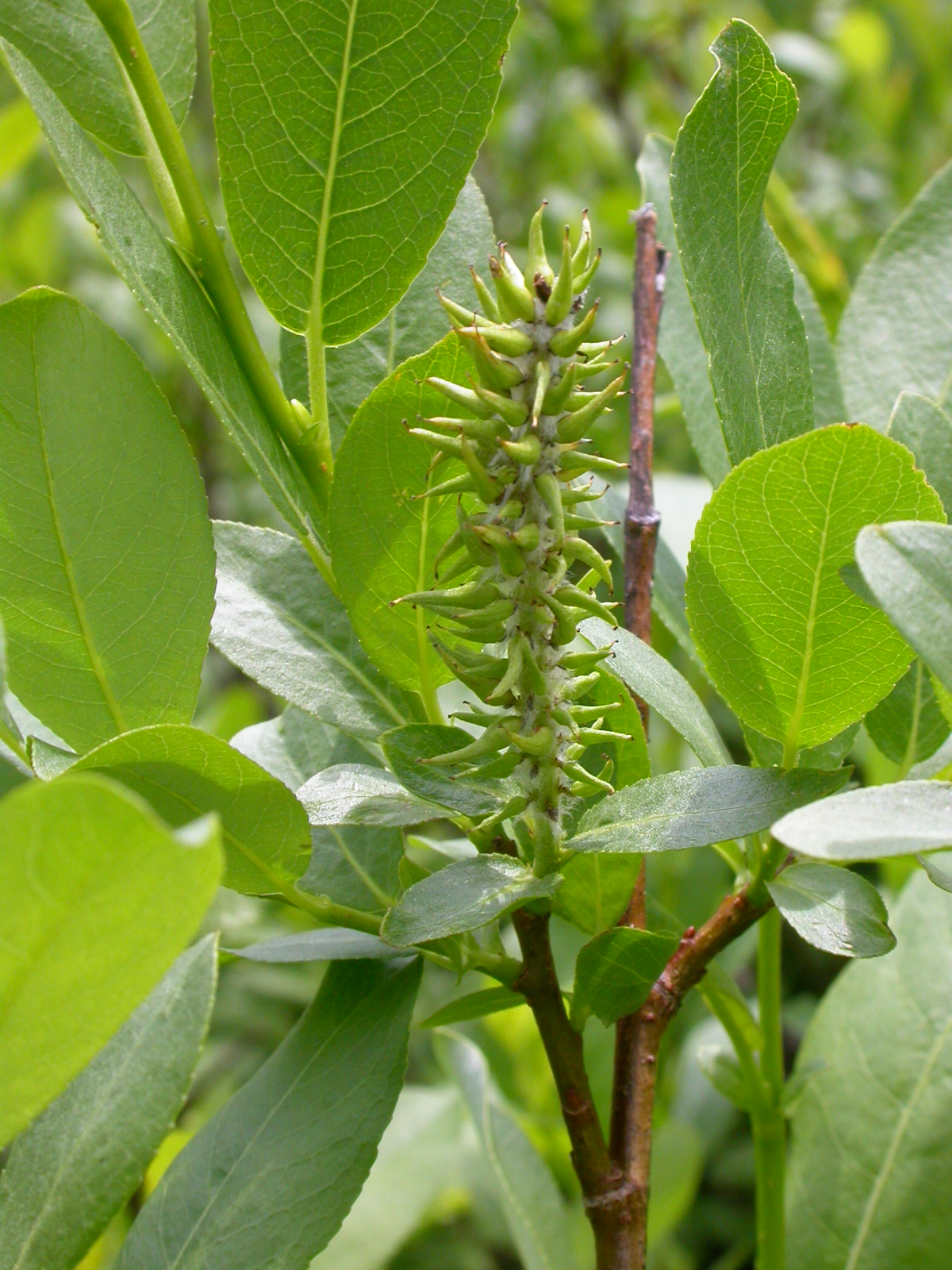
Feuillage et chaton de Salix eriocephala var. watsonii.
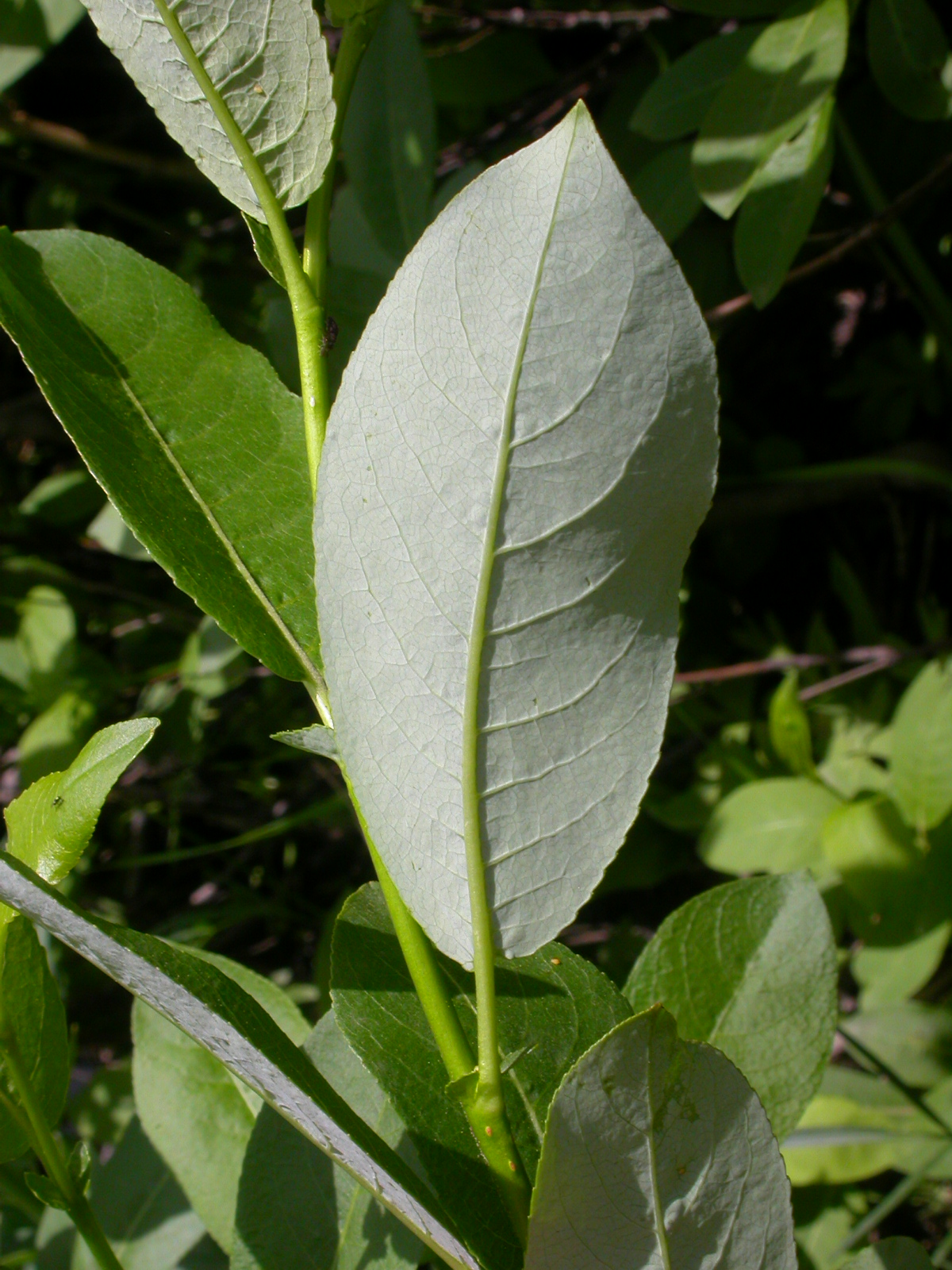
Revers des feuilles de Salix eriocephala var. watsonii.

## Liste des sous-espèces et variétés
Selon Tropicos (3 juin 2014) (Attention liste brute contenant possiblement des synonymes) :
- sous-espèce Salix eriocephala subsp. eriocephala
- sous-espèce Salix eriocephala subsp. mackenzieana (Hook.) Dorn
- variété Salix eriocephala var. eriocephala
- variété Salix eriocephala var. famelica (C.R. Ball) Dorn
- variété Salix eriocephala var. ligulifolia (C.R. Ball) Dorn
- variété Salix eriocephala var. mackenzieana (Hook.) Dorn
- variété Salix eriocephala var. monochroma (C.R. Ball) Dorn
- variété Salix eriocephala var. watsonii (Bebb) Dorn